# Krispy Kreme

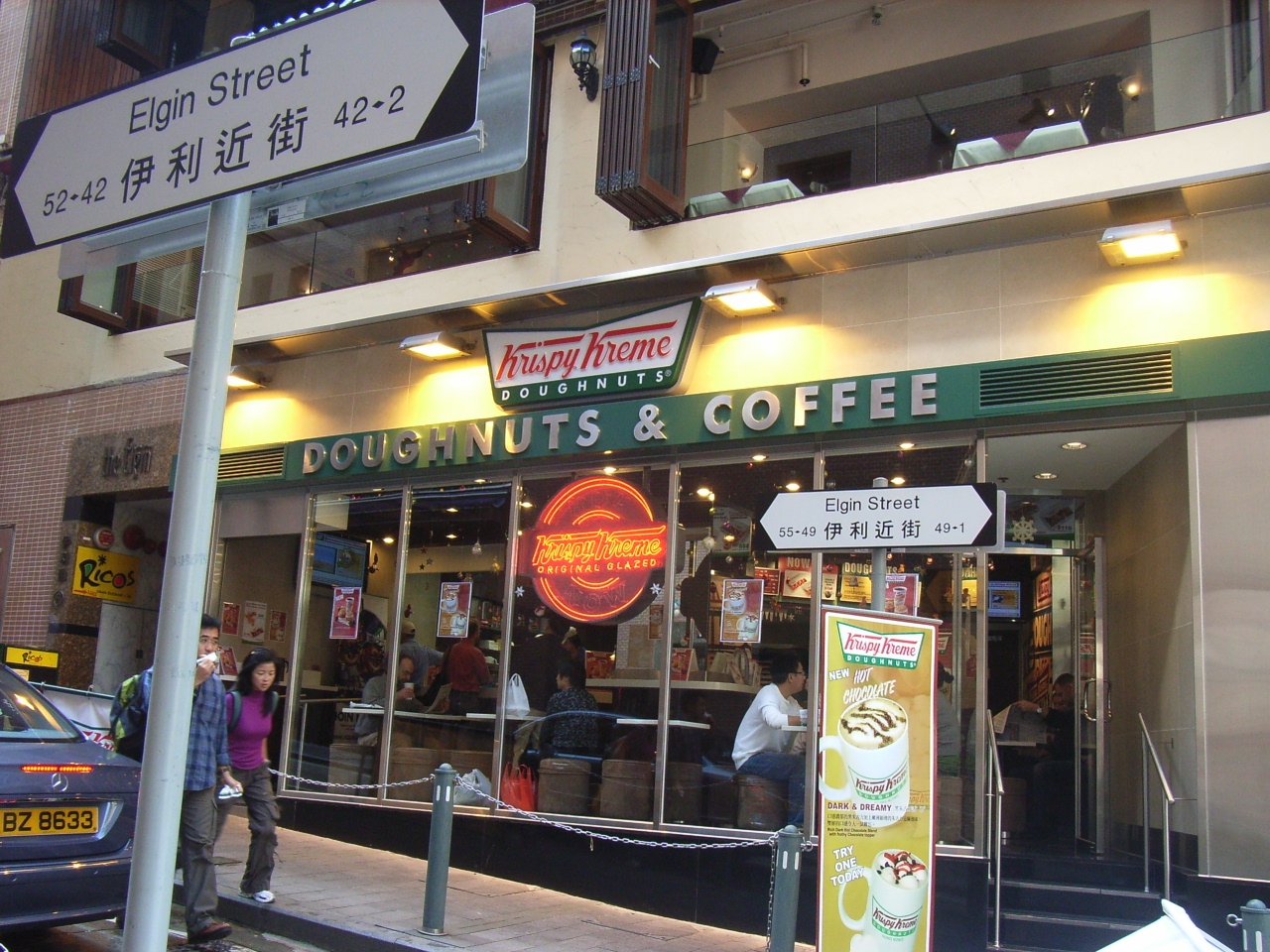
香港的Krispy Kreme店面

Krispy Kreme（卡卡圈坊）是美國一間甜甜圈大型連鎖店，也是美國第二大甜甜圈食品店。其母公司是位在歐洲盧森堡的JAB Holdings. 

Krispy Kreme創立於1937年美國北卡羅萊納溫斯頓-賽倫，也是公司總部位置。

## 歷史
Krispy Kreme的創立人為Vernon Rudolph。1933年，他從一位來自新奧爾良的法國裔廚師Joe LeBeau買下了一間甜甜圈店、一份酵母甜甜圈秘方以及〝Krispy Kreme〞之名。之後他與家人、朋友一起花了數年到處找適合的遷移地點，終於在1937年7月13日租用北卡羅萊納Winston-Salem的一处物业，開設Krispy Kreme甜甜圈工場，並批發甜甜圈給雜貨店售賣。後來由於越來越多人希望在工場直接買新鮮出爐的甜甜圈品嚐的緣故，Vernon Rudolph決定把工場向街外的牆壁鑿洞作為售賣窗口，正式開始直接售賣甜甜圈給顧客。
在二十世紀四十年代開始，Krispy Kreme開始了甜甜圈的機械化量產，令產品更趨至完美。在六十年代，Krispy Kreme業務在美國東南部發展迅速。奈何在Vernon Rudolph於1973年8月16日去世後，Krispy Kreme業務開始放慢，後來更被Beatrice Food收購。直到1982年，Krispy Kreme終被一眾早期的經營者購回，其業務於1990年代擴展至紐約市及加州。在21世紀開始，其業務開始擴展至美國海外，包括加拿大、墨西哥、英國、澳大利亞、東南亞地區、日本、南韓及台灣。
Krispy Kreme曾於香港設店，但於2008年10月27日的2007年–2008年環球金融危機下，Krispy Kreme因成本上漲令財務出現問題，宣佈撤出香港，自行清盤。
台灣 Krispy Kreme 由荃鴻代理引進，2013年12月12日於信義威秀設立進軍台灣的第一家店，至2024年有10家店。

## 事件
- 2016年，由JAB Holdings收購Krispy Kreme公司全部股份，成為其全資子公司。

## 各地分店

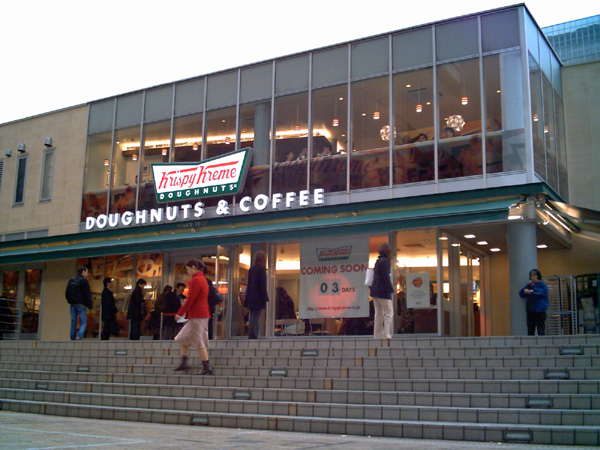
日本的Krispy Kreme店舖
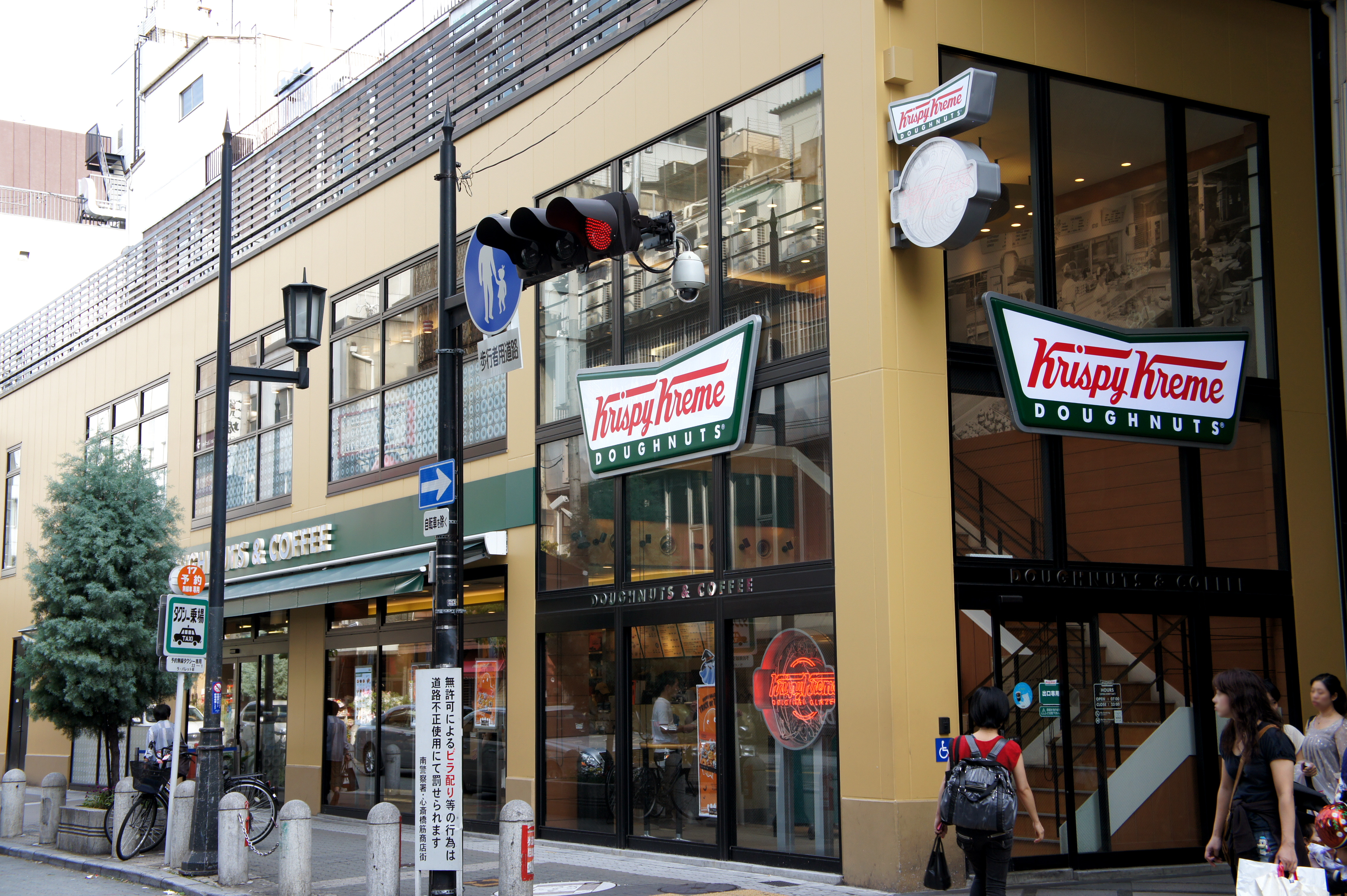
位於日本大阪市的Krispy Kreme店舖
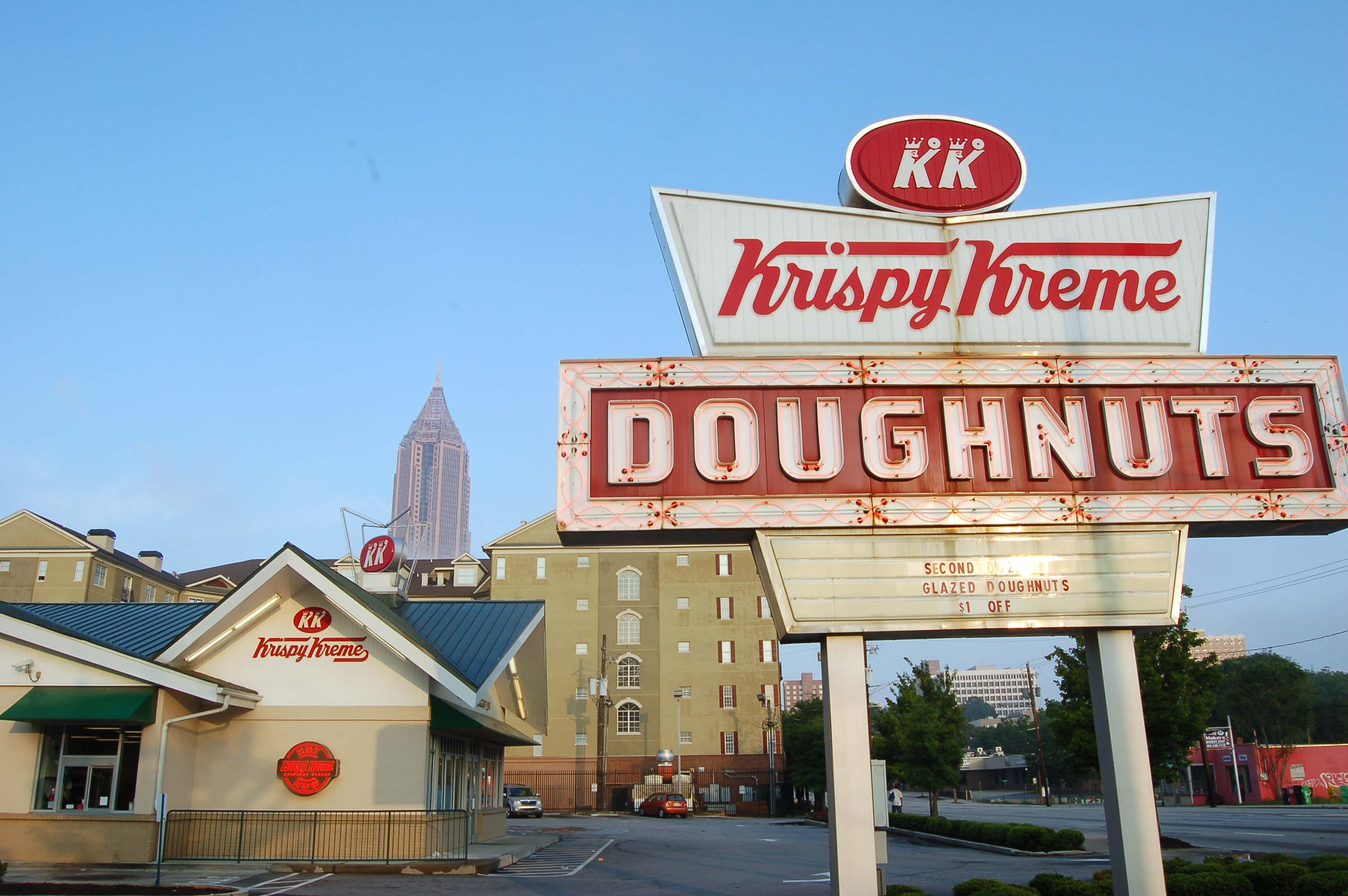
位於美國喬治亞州亞特蘭大市Krispy Kreme
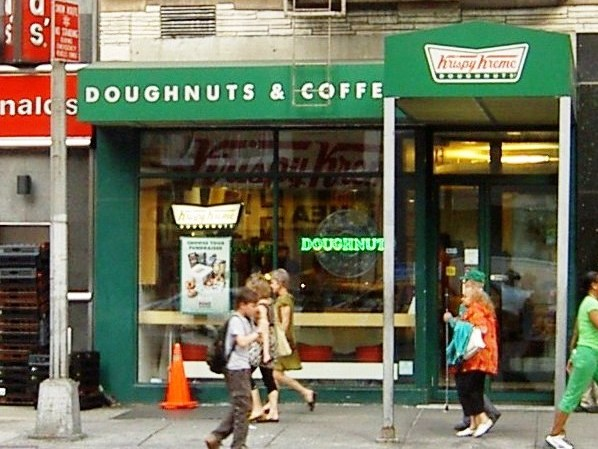
位於美國紐約市曼哈頓的Krispy Kreme
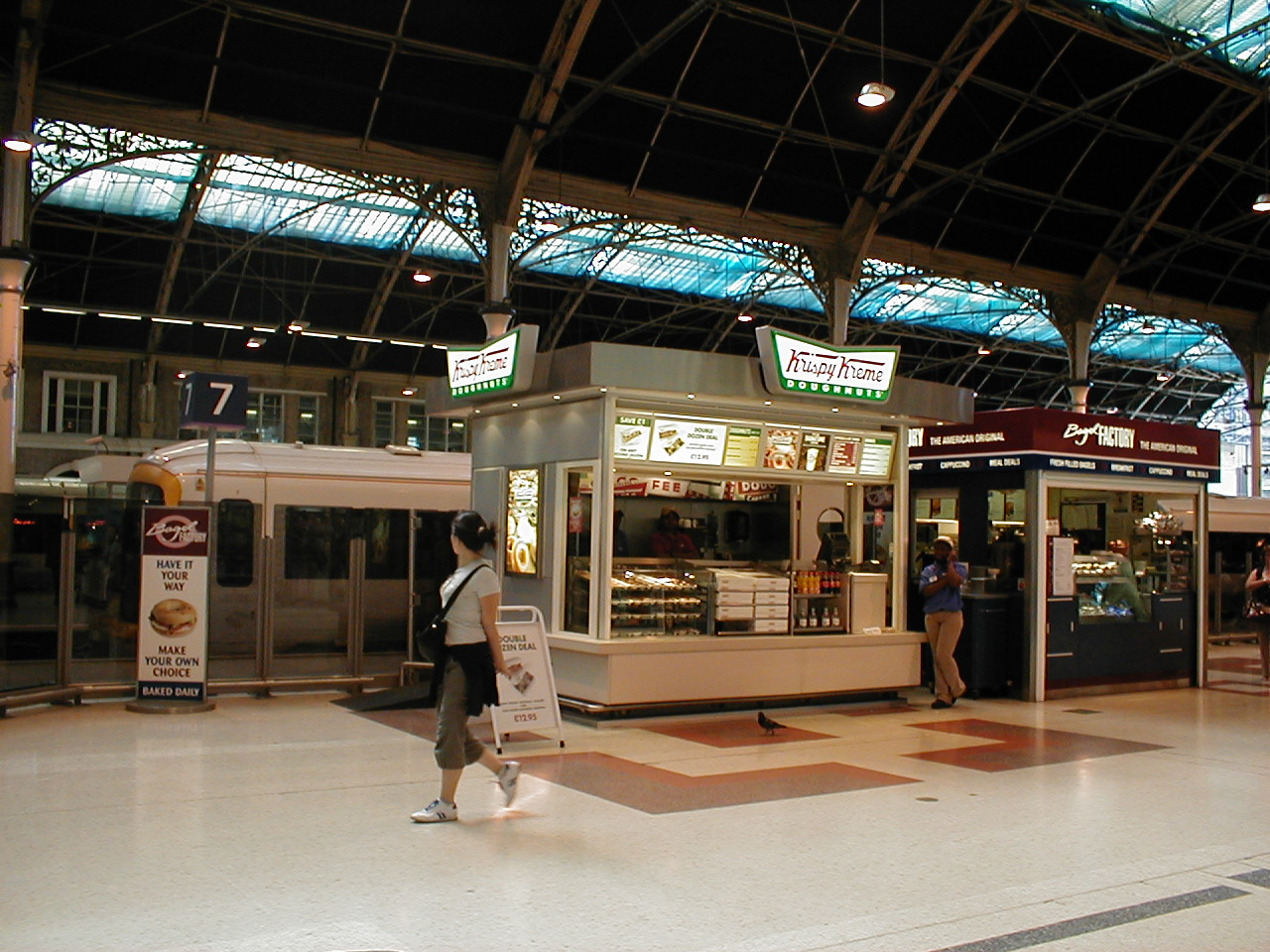
位於維多利亞車站的Krispy Kreme

## 外部連結
- 官方网站：美國
- 官方网站：臺灣
  - Krispy Kreme Taiwan的Facebook專頁
  - Krispy Kreme Taiwan的Instagram帳戶
- 官方网站：日本